# Maleisische doornschildpad
De Maleisische doornschildpad, ook wel bladschildpad, Javaanse bladschildpad of Maleise doornschildpad (Cyclemys dentata) is een schildpad uit de familie Geoemydidae.

## Verspreiding en habitat

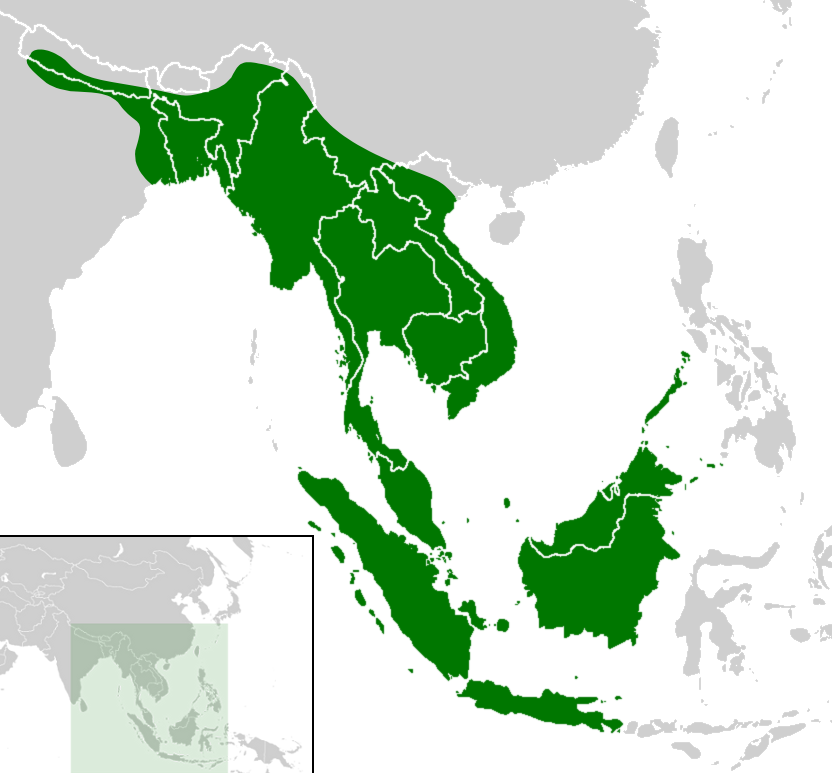
Verspreidingsgebied in het groen.

De Maleisische doornschildpad komt voor in grote delen van Azië, in Bangladesh, Cambodja, China, noordelijk India, Maleisië, Myanmar, Thailand en Vietnam. In Indonesië komt de schildpad voor op Bali, Borneo, Java en Sumatra, op de Filipijnen is de soort onder andere te vinden op Palawan en de Calamianeilanden.
De habitat bestaat uit ondiepe wateren, de schildpad is niet heel sterk aan water gebonden en zont regelmatig, maar blijft wel in de buurt van oppervlaktewater. De soort kan zowel in laaglanden als in bergstreken worden aangetroffen.

## Uiterlijke kenmerken
De maximale schildlengte is ongeveer 26 centimeter, vrouwtjes worden groter dan mannetjes maar hebben een kortere, dunnere staart.
De schildpad heeft een rond schild in vergelijking met andere schildpadden en is bruin van kleur. De schildkleur is variabel, van roodbruin tot groen of zwartgrijs. De achterste hoornplaten van het rugschild eindigen vaak in puntige, zaagachtige uitsteeksels. Het schild is vrij plat en alleen in het midden koepelvormig, de randen staan wat zijwaarts gericht. Het schild heeft een enkele lengtekiel die vooral bij jongere dieren te zien is. De hoornplaten hebben een stralentekening en zijn duidelijk te onderscheiden, alleen bij oudere dieren vervagen de kleuren. Oudere exemplaren hebben ook gladdere hoornplaten dan jongere dieren. Het buikschild of plastron aan de onderzijde is geel van kleur en iedere hoornplaat draagt een opvallend patroon van straalsgewijze dunne donkere lijnen.
Door het strepenpatroon op de hoornplaten van het schild en de puntige uitsteeksels van de hoornplaten is de schildpad goed gecamoufleerd en lijkt sprekend op een blad.
De kop en nek hebben kleine groefjes bestaande uit oranjegele strepen. Met name aan de onderzijde van de kop zijn deze goed te zien. De snavelachtige bek heeft geen tandachtige uitsteeksels aan weerszijden zoals bij verwante soorten schildpadden wel worden aangetroffen.

## Levenswijze

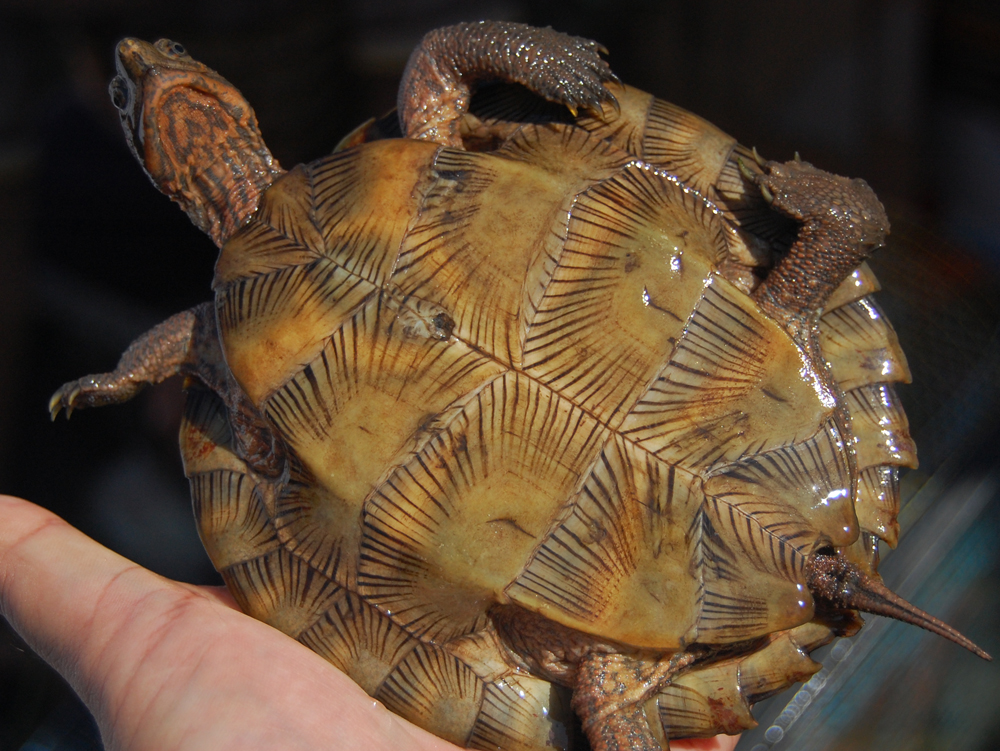
Onderzijde van de schildpad.

De Maleisische doornschildpad staat bekend als een actieve en niet erg agressieve soort. De schildpad wordt wel als huisdier gehouden in een aquarium. Als de schildpad wordt opgepakt laat deze een smerig ruikende vloeistof uit de anaalklieren lopen die vijanden afschrikt.
De schildpad is een omnivoor, en eet zowel dierlijk als plantaardig materiaal. In gevangenschap gehouden exemplaren worden vaak gevoerd met insecten, wormen, fruit en vissen.

## Voortplanting en ontwikkeling
Vrouwtjes produceren meerdere keren per jaar een legsel. Een legsel bestaat meestal uit niet meer dan twee tot vier eitjes, die echter relatief groot zijn voor een kleine soort, en zo'n 5,5 bij 3,5 centimeter meten. Het buikschild van een zwanger vrouwtje verandert wat van vorm door de grotere eitjes, maar de uit het ei gekropen juvenielen meten gemiddeld al bijna 6 centimeter. Jongere dieren zijn voornamelijk in het water te vinden, oudere exemplaren komen vaak aan land om te zonnen.
Mannetjes zijn pas na acht jaar volwassen, bij de vrouwtjes duurt dit nog langer en deze zijn pas na tien tot twaalf jaar geslachtsrijp.

## Naamgeving en taxonomie

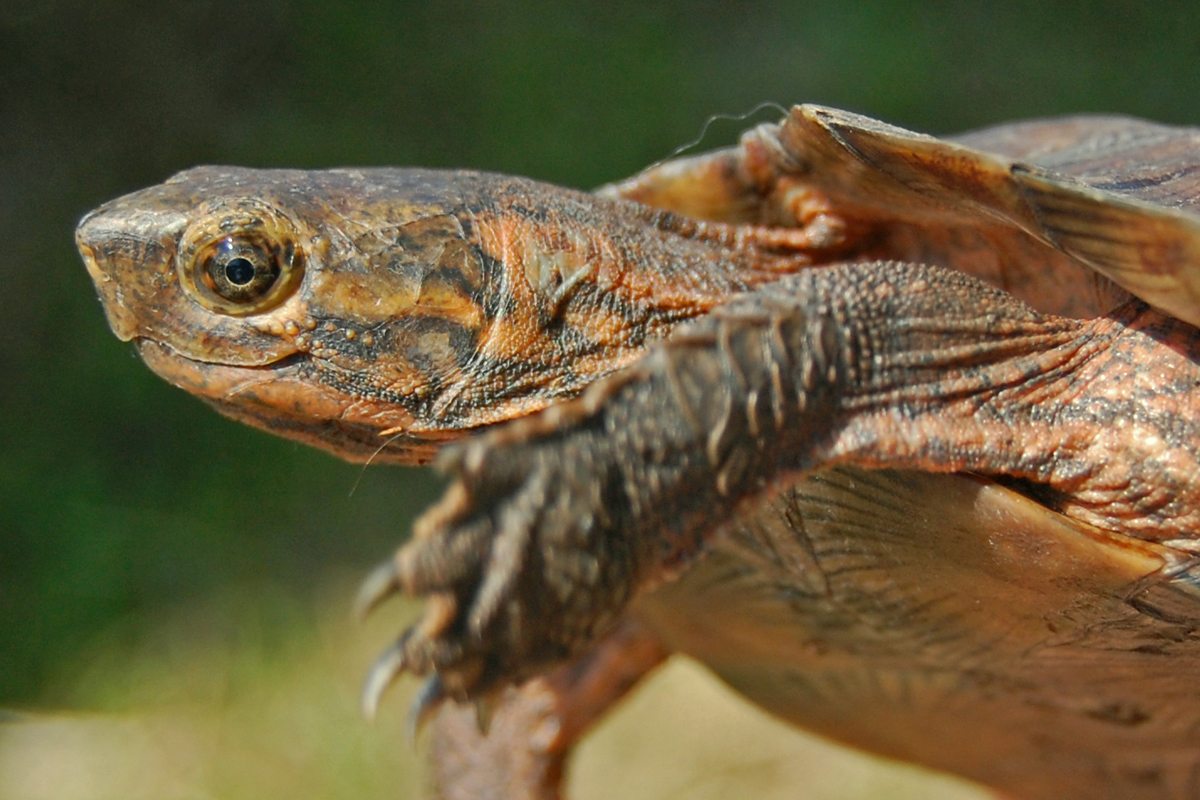
Profiel van de kop.

De Maleisische doornschildpad is een van de zeven soorten uit het geslacht Cyclemys, die ook wel doornschildpadden worden genoemd. De soort werd voor het eerst wetenschappelijk beschreven door John Edward Gray in 1831. Oorspronkelijk werd de wetenschappelijke naam Emys dentata gebruikt. Ondanks het zeer grote verspreidingsgebied worden er geen ondersoorten erkend.
Vroeger had de doornschildpad een veel grotere verspreiding dan tegenwoordig het geval is. Dat komt niet doordat de schildpad achteruit is gegaan, maar doordat de verschillende variaties van het dier tegenwoordig als aparte soorten worden beschouwd. Voorbeelden van soorten die vroeger tot de Maleisische doornschildpad werden gerekend zijn Cyclemys fusca, Cyclemys gemeli, Cyclemys oldhamii en Cyclemys tcheponensis.
De wetenschappelijke geslachtsnaam Cyclemys is een samenstelling van Oudgrieks κύκλος (kuklos), 'kring' en ἐμύς (emus), 'schildpad'. De naam betekent dus 'ronde schildpad' wat slaat op de vorm van het schild van bovenaf gezien.